# Saison 1 de RuPaul's Drag Race UK
La première saison de RuPaul's Drag Race UK est diffusée pour la première fois le 3 octobre 2019 sur BBC Three au Royaume-Uni et sur WOW Presents Plus à l'international.
La création d'une version britannique de RuPaul's Drag Race est annoncée le 4 décembre 2018. Les juges principaux sont RuPaul, Michelle Visage, Alan Carr et Graham Norton. Le casting est composé de dix candidates et est annoncé le 21 août 2019.

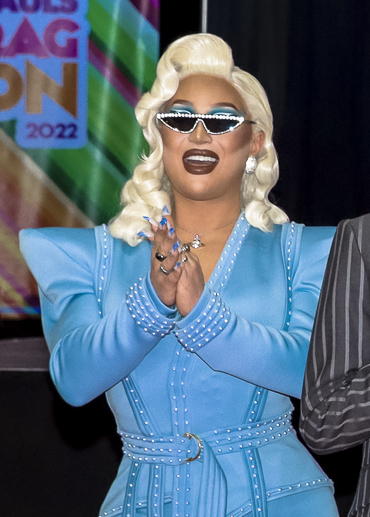
The Vivienne, gagnante de la saison, en 2022.

La gagnante de la saison remporte un voyage à Hollywood et les droits d'une série originale produite par World of Wonder Productions.
La gagnante de la saison est The Vivienne, avec comme seconde Divina De Campo.
Le 5 janvier 2025, le décès de The Vivienne est annoncé par ses proches.

## Candidates
Les candidates de la première saison de RuPaul's Drag Race UK sont :
(Les noms et les âges donnés sont ceux annoncés au moment de la compétition.)
| Candidates      | Âge | Résidence                       | Classement |
| --------------- | --- | ------------------------------- | ---------- |
| The Vivienne †  | 27  | Liverpool, Merseyside           | Gagnante   |
| Divina De Campo | 35  | Brighouse, Yorkshire de l'Ouest | Seconde    |
| Baga Chipz      | 29  | Londres, Grand Londres          | 3e place   |
| Cheryl Hole     | 25  | Chelmsford, Essex               | 4e place   |
| Blu Hydrangea   | 23  | Belfast, Comté d'Antrim         | 5e place   |
| Crystal         | 35  | Londres, Grand Londres          | 6e place   |
| Sum Ting Wong   | 30  | Birmingham, Midlands de l'Ouest | 7e place   |
| Vinegar Strokes | 35  | Londres, Grand Londres          | 8e place   |
| Scaredy Kat     | 19  | Cricklade, Wiltshire            | 9e place   |
| Gothy Kendoll   | 21  | Leicester, Midlands de l'Est    | 10e place  |

1. ↑  The Vivienne a ensuite participé à la septième saison de RuPaul's Drag Race All Stars.
2. ↑  Baga Chipz a ensuite participé à la première saison de RuPaul's Drag Race: UK vs The World.
3. ↑  Cheryl Hole a ensuite participé à la première saison de RuPaul's Drag Race: UK vs The World.
4. ↑  Blu Hydrangea a ensuite participé et remporté la première saison de RuPaul's Drag Race: UK vs The World.

## Progression des candidates
|            |                 | Épisode | Épisode | Épisode | Épisode | Épisode | Épisode | Épisode | Épisode  |
| 1          | 2               | 3       | 4       | 5       | 6       | 7       | 8       |         |          |
| ---------- | --------------- | ------- | ------- | ------- | ------- | ------- | ------- | ------- | -------- |
| Candidates | The Vivienne    | WIN     | HIGH    | HIGH    | WIN     | BTM2    | WIN     | HIGH    | GAGNANTE |
| Candidates | Divina De Campo | SAFE    | SAFE    | WIN     | LOW     | WIN     | HIGH    | WIN     | SECONDE  |
| Candidates | Baga Chipz      | HIGH    | WIN     | SAFE    | WIN     | WIN     | LOW     | BTM2    | ÉLIMINÉE |
| Candidates | Cheryl Hole     | LOW     | LOW     | LOW     | SAFE    | SAFE    | BTM2    | ELIM    | INVITÉE  |
| Candidates | Blu Hydrangea   | SAFE    | BTM2    | SAFE    | SAFE    | WIN     | ELIM    |         | INVITÉE  |
| Candidates | Crystal         | SAFE    | SAFE    | HIGH    | BTM2    | ELIM    |         |         | INVITÉE  |
| Candidates | Sum Ting Wong   | HIGH    | HIGH    | BTM2    | ELIM    |         |         |         | INVITÉE  |
| Candidates | Vinegar Strokes | BTM2    | HIGH    | ELIM    |         |         |         |         | INVITÉE  |
| Candidates | Scaredy Kat     | SAFE    | ELIM    |         |         |         |         |         | INVITÉE  |
| Candidates | Gothy Kendoll   | ELIM    |         |         |         |         |         |         | INVITÉE  |

 La candidate a gagné RuPaul's Drag Race UK.
 La candidate a fini seconde.
 La candidate a été éliminée lors de la finale.
 La candidate a gagné le défi.
 La candidate a reçu des critiques positives des juges et a été déclarée sauve.
 La candidate a fait partie de l'équipe gagnante et a été déclarée sauve.
 La candidate a été déclarée sauve.
 La candidate a reçu des critiques négatives des juges mais a été déclarée sauve.
 La candidate a été en danger d'élimination.
 La candidate a été éliminée.

## Lip-syncs
| Épisode | Candidate       | vs. | Candidate       | Chanson                       | Artiste       | Candidate éliminée |
| ------- | --------------- | --- | --------------- | ----------------------------- | ------------- | ------------------ |
| 1       | Gothy Kendoll   | vs. | Vinegar Strokes | New Rules                     | Dua Lipa      | Gothy Kendoll      |
| 2       | Blu Hydrangea   | vs. | Scaredy Kat     | Venus                         | Bananarama    | Scaredy Kat        |
| 3       | Sum Ting Wong   | vs. | Vinegar Strokes | Would I Lie To You?           | Eurythmics    | Vinegar Strokes    |
| 4       | Crystal         | vs. | Sum Ting Wong   | Spice Up Your Life            | Spice Girls   | Sum Ting Wong      |
| 5       | Crystal         | vs. | The Vivienne    | Power                         | Little Mix    | Crystal            |
| 6       | Blu Hydrangea   | vs. | Cheryl Hole     | Call My Name (Wideboys Remix) | Cheryl        | Blu Hydrangea      |
| 7       | Baga Chipz      | vs. | Chery Hole      | Tears Dry on Their Own        | Amy Winehouse | Cheryl Hole        |
| 8       | Divina De Campo | vs. | The Vivienne    | I'm Your Man                  | Wham!         | Divina De Campo    |

 La candidate a été éliminée après sa première fois en danger d'élimination.
 La candidate a été éliminée après sa deuxième fois en danger d'élimination.
 La candidate a été éliminée lors du lip-sync pour la couronne.

## Juges invités
Cités par ordre d'apparition,,, :
- Andrew Garfield, acteur britannico-américain ;
- Maisie Williams, actrice britannique ;
- Twiggy, mannequin britannique ;
- Geri Halliwell, chanteuse britannique ;
- Jade Thirlwall, chanteuse britannique ;
- Cheryl Cole, chanteuse britannique ;
- Michaela Coel, actrice britannique.

### Invités spéciaux
Certains invités apparaissent dans les épisodes, mais ne font pas partie du panel de jurés :
Épisode 3
- Raven, candidate de la deuxième saison de RuPaul's Drag Race et de la première saison de RuPaul's Drag Race: All Stars.

Épisode 4
- Lorraine Kelly[10], présentatrice de télévision britannique ;
- Stacey Dolley[10], présentatrice de télévision britannique.

Épisode 5
- MNEK, chanteur-compositeur britannique.

Épisode 6
- Katya Zamolodchikova, candidate de la septième saison de RuPaul's Drag Race et de la deuxième saison de RuPaul's Drag Race: All Stars.

Épisode 8
- AJ & Curtis Pritchard, danseurs britanniques.

## Liste des épisodes
| CANDIDATE                | Baga Chipz    | Blu Hydrangea     | Cheryl Hole    | Crystal             | Divina De Campo                | Gothy Kendoll                 | Scaredy Kat           | Sum Ting Wong         | The Vivienne      | Vinegar Strokes          |
| VILLE D'ORIGINE          | Londres       | Belfast           | Chelmsford     | Londres             | Brighouse                      | Leicester                     | Cricklade             | Birmingham            | Liverpool         | Londres                  |
| INSPIRATION              | Amy Winehouse | Harland and Wolff | Binge drinking | Essex girl (en)     | Yorkshire puddingYorkshire Tea | Red LeicesterLeicester Tigers | Mythologie celtique   | Bull Ring             | Pete Burns        | Tamise                   |
| RÉFÉRENCE À ÉLISABETH II | Tenue de jour | Livre sterling    | Tenue de jour  | Trooping the Colour | Ordre de la Jarretière         | Enfance de la reine           | Naissance de la reine | Timbre au type Machin | Chasse à Balmoral | Voyage en Afrique du Sud |

| ÉQUIPE    | ÉQUIPE THE VIVIENNE | ÉQUIPE THE VIVIENNE | ÉQUIPE THE VIVIENNE | ÉQUIPE THE VIVIENNE | ÉQUIPE SCAREDY KAT | ÉQUIPE SCAREDY KAT | ÉQUIPE SCAREDY KAT | ÉQUIPE SCAREDY KAT | ÉQUIPE SCAREDY KAT |
| --------- | ------------------- | ------------------- | ------------------- | ------------------- | ------------------ | ------------------ | ------------------ | ------------------ | ------------------ |
| CANDIDATE | Baga Chipz          | Sum Ting Wong       | The Vivienne        | Vinegar Strokes     | Blu Hydrangea      | Cheryl Hole        | Crystal            | Divina De Campo    | Scaredy Kat        |

| CANDIDATE  | Baga Chipz        | Blu Hydrangea | Cheryl Hole   | Crystal        | Divina De Campo | Sum Ting Wong      | The Vivienne |
| PERSONNAGE | Margaret Thatcher | Mary Berry    | Gemma Collins | Rue McClanahan | Julia Child     | David Attenborough | Donald Trump |

| RÔLE      | THE FROCK DESTROYERS | THE FROCK DESTROYERS | THE FROCK DESTROYERS | FILTH HARMONY | FILTH HARMONY | FILTH HARMONY |
| --------- | -------------------- | -------------------- | -------------------- | ------------- | ------------- | ------------- |
| CANDIDATE | Baga Chipz           | Blu Hydrangea        | Divina De Campo      | Cheryl Hole   | Crystal       | The Vivienne  |

| CANDIDATE                              | BAGA CHIPZ       | DIVINA DE CAMPO  | THE VIVIENNE     |
| -------------------------------------- | ---------------- | ---------------- | ---------------- |
| NOMBRE DE VICTOIRES                    | 3                | 3                | 3                |
| ÉPISODE(S)                             | Épisodes 2, 4, 5 | Épisodes 2, 5, 7 | Épisodes 1, 4, 6 |
| NOMBRE DE FOIS EN DANGER D'ÉLIMINATION | 1                | 0                | 1                |
| ÉPISODE(S)                             | Épisode 7        | —                | Épisode 5        |